# Cinisi
Cinisi egy város és község Olaszország Palermo megyéjében, Szicíliában. 2007-ben a becsült népessége 12 000 fő.

## Elhelyezkedése
Cinisi Palermo városi megye része, határos Carini és Terrasini községekkel, valamint Punta Raisival. 36 kilométerre található Palermo központjától, 77 km-re Trapanitól és 31 km-re Alcamótól.

## Kultúra
Cinisi több dologról is híres, többek közt a papírmaséban úszó karneváljáról. Itt gyilkolták meg 1978-ban a maffia-ellenes aktivistát, Giuseppe Impastatót.

## Népesség
- (Megjegyzés: a The World Gazetteer 2007-es becslése[2])

## Közlekedés
A Falcone-Borsellino nemzetközi repülőtér (Palermo) a község területén található. municipal territory. Cinisinek két vasútállomása van (Cinisi-Terrasini a Palermo-Trapani-vasútvonalon és a Punta Raisi vasútállomás amelyet a Servizio ferroviario metropolitano di Palermo szolgál ki, valamint megemlítendő az A29-es autópálya

## Nevezetes emberek
- Giovanni Meli (1740–1815), szicíliai költő
- Giuseppe Impastato (1948–1978), maffia-ellenes politikai aktivista. A rá emlékező 2000-es I cento passi című filmet Cinisiben forgatták.

## Fordítás
Ez a szócikk részben vagy egészben  a   Cinisi című angol Wikipédia-szócikk ezen változatának fordításán alapul.  Az eredeti cikk szerkesztőit annak laptörténete sorolja fel. Ez a jelzés csupán a megfogalmazás eredetét és a szerzői jogokat jelzi, nem szolgál a cikkben szereplő információk forrásmegjelöléseként.